# Tentativa de assassinato de Gerald Ford em São Francisco
Em São Francisco, em 22 de setembro de 1975, Sara Jane Moore tentou assassinar o 38º presidente dos Estados Unidos, Gerald Ford, depois que ele fez um discurso no Conselho de Assuntos Mundiais. Moore disparou dois tiros contra o presidente Ford com um revólver .38 Special, mas ambos erraram. Ford havia sobrevivido a uma tentativa de assassinato anterior 17 dias antes; após essa segunda tentativa, ele usou um sobretudo à prova de balas quando estava em público. Em 15 de janeiro de 1976, Moore foi condenado à prisão perpétua pela tentativa e liberado em liberdade condicional em 31 de dezembro de 2007.

## Contexto
Sara Jane Moore havia sido avaliada pelo Serviço Secreto no início de 1975, mas os agentes concluíram que ela não representava nenhum perigo para o presidente. O homem de 45 anos foi detido pela polícia sob acusação de porte ilegal de arma um dia antes da tentativa de assassinato, mas foi liberado. A polícia confiscou seu revólver Charter Arms Bulldog calibre .44 e 113 cartuchos de munição.

## Tiroteio
Na segunda-feira à tarde às 15h30, após falar com o Conselho de Assuntos Mundiais, Ford saiu da entrada do St. Francis Hotel na Union Square e caminhou em direção à sua limusine. Antes de embarcar no veículo, ele parou e acenou para a multidão que se aglomerava do outro lado da rua.
Sara Jane Moore estava parada no meio da multidão a cerca de 12 metros de Ford quando ela disparou dois tiros com seu revólver .38 Special. O primeiro tiro errou a cabeça de Ford por 13 cm e passou pela parede acima da porta pela qual Ford tinha acabado de sair. Um espectador chamado Oliver Sipple ouviu o som do primeiro tiro e se lançou contra Moore, agarrando seu braço de tiro antes que ela puxasse o gatilho pela segunda vez. O segundo tiro atingiu John Ludwig, um taxista de 42 anos que estava dentro do hotel, na virilha. Ludwig sobreviveu.
O capitão da polícia de São Francisco, Timothy Hettrich, agarrou Moore e arrancou a arma de sua mão. Muitos outros oficiais imediatamente se juntaram para subjugar Moore. Enquanto isso, a equipe do Serviço Secreto do presidente empurrou Ford para dentro da limusine que o aguardava, onde o Serviço Secreto e Donald Rumsfeld estavam em cima dele. A limusine correu para o Aeroporto Internacional de São Francisco (SFO), onde Ford embarcou no Força Aérea Um e, depois de ser acompanhado pela primeira-dama, voou de volta para Washington, DC.
Moore explicou em uma entrevista de 2009 que sua motivação era desencadear uma revolução violenta para trazer mudanças à América.

## Consequências

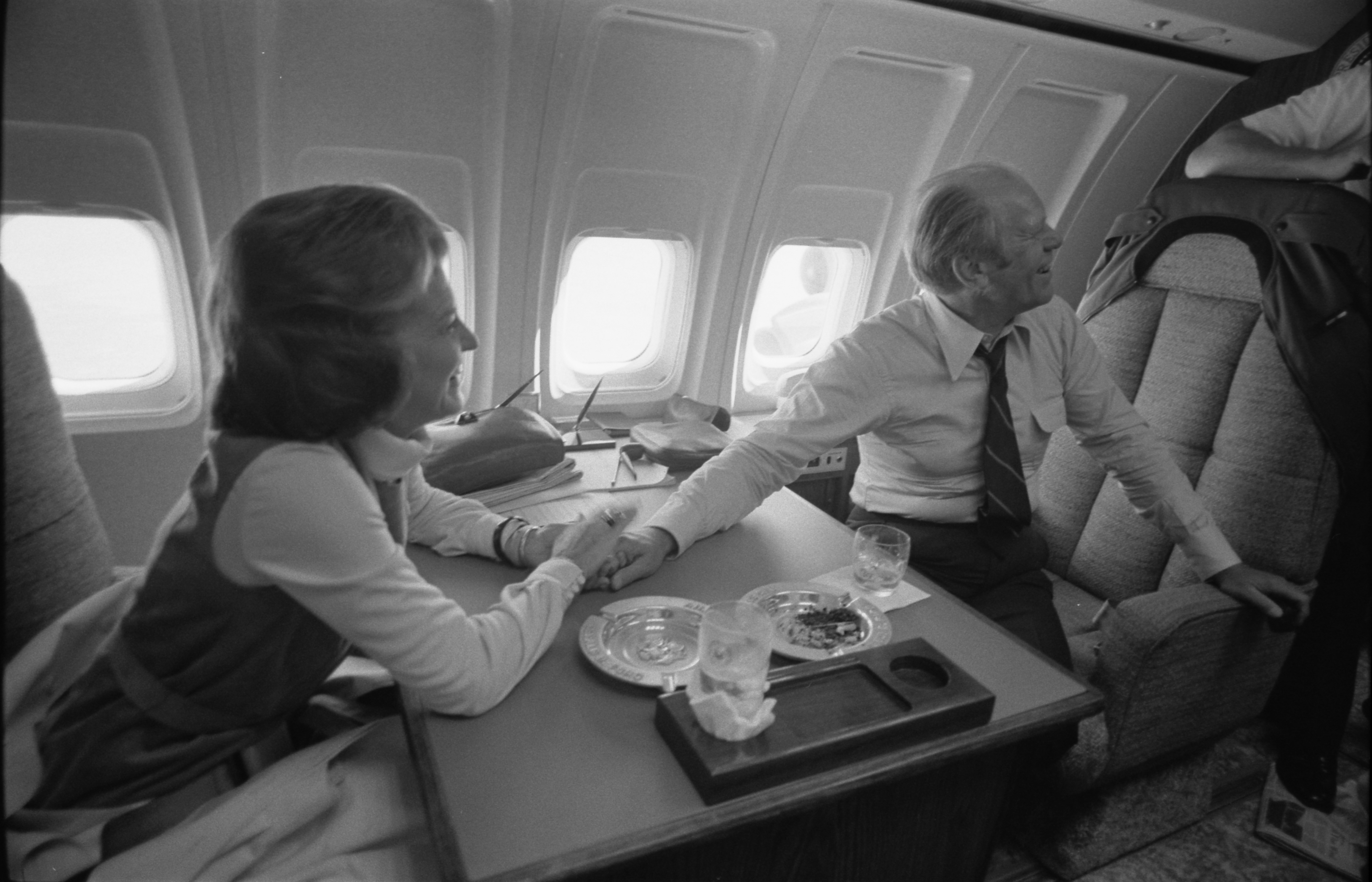
O presidente Ford com sua esposa Betty a bordo do voo de volta de São Francisco para Washington DC, mais tarde no mesmo dia da tentativa de assassinato

Sara Jane Moore declarou-se culpado de tentativa de homicídio em 12 de dezembro de 1975. No mês seguinte, em 15 de janeiro de 1976, ela foi condenada à prisão perpétua. Em 31 de dezembro de 2007, aos 77 anos, Moore foi libertado em liberdade condicional.
Oliver Sipple foi elogiado no local pelo Serviço Secreto e pela Polícia de São Francisco por suas ações; a mídia o retratou como um herói nacional. Três dias após a tentativa de assassinato em São Francisco, Sipple recebeu uma carta do presidente Ford elogiando-o por suas ações heróicas.
Contudo, toda a publicidade da mídia sobre ele não foi isenta de controvérsia. Ao descobrir que Sipple era gay, a mídia começou a divulgar essa informação. Essa foi a primeira vez que os pais e a família de Sipple descobriram que ele era homossexual, já que ele vinha escondendo isso deles. Depois de descobrir sua orientação sexual, grande parte de sua família, incluindo seus pais, o rejeitou e, posteriormente, se afastou dele, mas depois se reconciliou. Sipple morreu em 1989.
Depois que o presidente Ford foi levado às pressas para a pista do SFO em sua limusine, ele embarcou rapidamente no Força Aérea Um. Antes que Ford pudesse partir em sua viagem de volta à capital do país, no entanto, o avião teve que esperar por sua esposa Betty, a primeira-dama, que estava realizando sua própria agenda de eventos na Península.
Além do incidente de São Francisco, Ford escapou ileso de uma tentativa de assassinato anterior em Sacramento, Califórnia, que ocorreu 17 dias antes, em 5 de setembro de 1975. Em resposta aos dois acontecimentos no mesmo mês, o presidente Ford passou a usar um sobretudo à prova de balas em público, a partir de outubro de 1975.